# Badhan

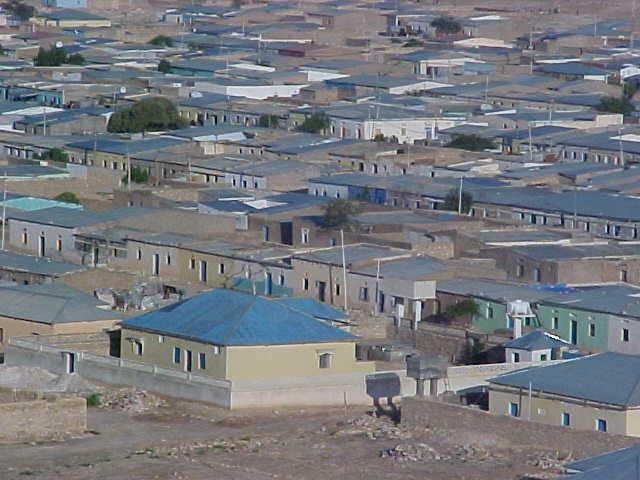
Badhan.

Badhan (somaliska: Badhan; arabiska: بذن (Baḋan)) är en stad i sanaag Den ligger i provinsen Sanaag och är huvudstad i regionen med samma namn. Om staden är det omtvistat och både SSC-Khatumo och Puntland gör anspråk på området.

## Demografi
Badhan ligger i östra delen av Somaliland i den nya Badhan regionen (kallad Maakhir). 
Den hade tidigare mellan 10.000 och 60.000 i invånare.  Efter den Somaliska inbördeskriget så flyttade många somalier från drabbade områden dit. Nu idag har den växt ofantligt och det bor över 120.000 invånare.

## Utbildning
Precis som andra regionala städer i östra Somaliland är utbildningen ganska bra. Med 3 gymnasieskolor, några skolor samt ett universitet som byggs igång. 

## Politik i Badhan
I Badhan är det lite svårt med politik precis som de flesta städer som Puntland gör anspråk på. När presidentvalet i Puntland 2012 skulle utföras kom inga val sedlar från Badhan. Det berodde på grund av Somaliland som stoppade de från att komma dit vilket i sin tur slutade valet i Puntland 2012. Det lite oroligt i staden när det gäller politik. Staden är politiskt indelat i en somaliländsk del och puntländsk del.

## Historia
Gamla Badhan är cirka 150 år gammal. Staden brukade vara placerad i bosättningen av Hubeera, som nu ligger i låglandet. Det var alltid i fara för översvämningar under regn perioden. För 40 år sedan flyttade de till ett annat ställe, vid namn Badhan, varav stadens namn kommer ifrån. Badhan är också känd för att vara scenen för striderna mellan dervischarmén och Sultanatet Warsangeli. Hassan, ledare för dervischer, beordrade byggandet av en ny storslagen fästning i staden. Numera är fortet i behov av återställning, eftersom tiden har slitit ner den.